# Chaotic Beauty
Albums de Eternal Tears of Sorrow
Vilda Mánnu
(1998) A Virgin and a Whore
(2001)
Chaotic Beauty est le troisième album studio du groupe de death metal mélodique finlandais Eternal Tears of Sorrow. L'album est sorti en février 2000 sous le label Spinefarm Records.
Il s'agit du premier album du groupe enregistré sans sa formation d'origine. Il s'agit également du premier album du groupe enregistré avec une formation à cinq membres.
Le titre Black Tears est une reprise du groupe de Death metal suédois Edge of Sanity.
La vocaliste Kimberly Goss chante sur les titres Bride of the Crimson Sea et Nocturnal Strains.

## Musiciens
- Altti Veteläinen − chant, basse
- Jarmo Puolakanaho − guitare
- Antti-Matti Talala − guitare
- Pasi Hiltula − claviers
- Petri Sankala − batterie

### Musiciens de session
- Kimberly Goss - chant sur les titres Bride of the Crimson Sea et Nocturnal Strains

## Liste des morceaux
1. Shattered Soul – 3:55
2. Blood of Faith Stains My Hands – 4:34
3. Autumn's Grief – 4:56
4. The Seventh Eclipse – 4:25
5. Bride of the Crimson Sea – 5:20
6. Black Tears (reprise du groupe Edge of Sanity) – 3:13
7. Tar of Chaos – 3:29
8. Bhéan Sidhe – 4:12
9. Nocturnal Strains – 5:30